# Flatocerus nankunshanensis
Flatocerus nankunshanensis is een rechtvleugelig insect uit de familie doornsprinkhanen (Tetrigidae). De wetenschappelijke naam van deze soort is voor het eerst geldig gepubliceerd in 1984 door Liang & Zheng.